# Aldo Carrascoso
Aldo Carrascoso (né le 19 juillet 1978) est un entrepreneur philippin qui a été impliqué dans les industries de la technologie, des médias et de la biotechnologie. Il est connu pour avoir fondé Veem et Jukin Media. Il a fondé InterVenn Biosciences, une entreprise pharmaceutique et biotechnologique américaine, avec Carolyn Bertozzi et a été son directeur général pendant six ans,.

## Biographie

### Jeunesse et éducation
Carrascoso est né le 19 juillet 1978 et a passé son enfance à San Juan, Manille, Philippines,. Son père a occupé le poste de directeur général à l'aéroport international de Manille, ce qui a conduit Carrascoso à être exposé à la technologie dès son plus jeune âge. Il a fréquenté De La Salle pour ses études primaires et secondaires et s'est ensuite inscrit à l'université Ateneo De Manila, où il a poursuivi un baccalauréat ès sciences en psychologie. Après ses études de premier cycle, Carrascoso a obtenu un MBA du Babson College.

### Diagnostic du cancer et motivation
La mère de Carrascoso, Lily, est décédée d'un cancer du sein en 1993. Sa frustration face aux options de diagnostic et de traitement disponibles a été un facteur majeur qui l'a plus tard motivé à entrer dans le domaine de la recherche sur le traitement du cancer. Après qu'un autre membre de sa famille ait été diagnostiqué avec un cancer en 2016, Carrascoso a participé à un essai pour déterminer pourquoi le séquençage génomique n'était pas capable de détecter le cancer dans sa famille, où il a rencontré la future cofondatrice d'InterVenn, Carolyn Bertozzi.
Lorsque Carrascoso a appris que l'analyse des données de l'échantillon prendrait 12 mois, il s'est déterminé à développer une méthode pour analyser les échantillons en utilisant l'apprentissage automatique et l'intelligence artificielle, ce qui a finalement conduit à la fondation d'InterVenn Biosciences,.

## Entreprises entrepreneuriales
À ce jour, Carrascoso a participé à la fondation de quatre entreprises.

### Verego
Verego Carrascoso a cofondé Verego, une plateforme de mise en relation B2B, en 2009. Il a développé le concept de l'entreprise sur la base de travaux effectués lors de son MBA. Carrascoso a décrit la plateforme comme « Tinder pour les entreprises », comparant les partenariats stratégiques à des relations à long terme ou à un mariage, et utilisant un algorithme de correspondance pour associer les entreprises les unes aux autres.

### Jukin Media
En 2009, Carrascoso a fondé Jukin Media, une société de médias spécialisée dans l'octroi de licences et la distribution de contenu vidéo généré par les utilisateurs, qui peut être utilisé dans des émissions de télévision, des publicités et d'autres médias. La société a construit une vaste bibliothèque de contenu vidéo et a acquis d'autres sociétés du même secteur. En 2021, Trusted Media Brands, une société de médias propriétaire de Reader's Digest et d'autres publications, a acquis Jukin Media pour un montant non divulgué. Il a été CTO de l'entreprise pendant son développement initial. La plateforme utilise un algorithme propriétaire appelé « Riff » pour générer des flux de médias basés sur des mots-clés viraux.
Jukin a levé environ 6 millions de dollars de financement de Samsung Ventures, BDMI, Third Wave Digital, et président-directeur général de Mandalay Entertainment Peter Guber, et a été racheté par Trusted Media Brands en 2021.

### Veem
En 2012, Carrascoso a fondé Veem, une plateforme de paiement mondiale qui permet aux entreprises d'envoyer et de recevoir des paiements en devise locale, avec Marwan Forzley. La plate-forme utilise la technologie blockchain pour assurer un traitement des paiements sécurisé et efficace. Veem a recueilli des investissements substantiels de sociétés de capital-risque de premier plan et a facilité des milliards de dollars de transactions. Il a été à la fois CTO et COO, supervisant le développement d'un algorithme qui analyse les transactions pour déterminer si les canaux de paiement traditionnels et blockchain seront plus efficaces.
La plateforme était principalement destinée à rendre l'efficacité transfrontalière des rails de paiement blockchain facilement accessible aux petites et moyennes entreprises. Elle a été initialement financée par la Silicon Valley Bank, Kleiner Perkins Caufield & Byers, puis par la National Bank of Australia et Google Ventures.

### InterVenn Biosciences
En 2017, Carrascoso a cofondé InterVenn Biosciences avec les professeurs de chimie Carlito Lebrilla et Carolyn Bertozzi. La société se concentre sur le développement de tests de biopsie liquide pour la détection précoce du cancer, en utilisant l'apprentissage automatique et l'intelligence artificielle. Ces tests analysent des échantillons de sang pour identifier les biomarqueurs du cancer, offrant une alternative moins invasive et plus précise aux méthodes de biopsie traditionnelles.
L'entreprise utilise l'intelligence artificielle développée par Carrascoso pour l'analyse glycoprotéomique pour le diagnostic précoce de certains cancers.Le premier produit d'InterVenn était « Glori », un outil de biopsie liquide pour identifier les tumeurs malignes de l'ovaire. Des variantes de la méthode ont depuis été utilisées pour développer des outils de diagnostic pour 24 autres types de cancers, y compris les cancers rénaux, pulmonaires, hépatiques, de la prostate, pancréatiques, nasopharyngiens et colorectaux.
L'entreprise a levé 45 millions de dollars USD lors de deux tours de financement en 2018 et 2020, avant de lever 201 millions de dollars USD lors d'un tour de série C dirigé par SoftBank.
La technologie d'InterVenn Biosciences a le potentiel de faire progresser le diagnostic et le traitement du cancer, et Carrascoso a exprimé son optimisme quant au fait que la société pourrait avoir un impact significatif dans ce domaine. Il a également déclaré qu'il envisageait qu'InterVenn Biosciences devienne un acteur de premier plan dans la lutte contre le cancer.

## Philanthropie et engagement communautaire
Carrascoso est un ardent défenseur de l'entrepreneuriat et de l'innovation. Il a été invité à prendre la parole dans diverses universités et événements, notamment le conférencier Entrepreneurial Thought and Action du Babson College.